# Elfried Bock
Elfried Bock (* 16. Oktober 1875 in Braunschweig; † 4. Januar 1933 in Berlin) war ein deutscher Kunsthistoriker.

## Leben und Wirken
Elfried Bock, Sohn des Oberamtsrichters Friedrich Bock und seiner Frau Elizabeth C., geb. Bolton aus Cleveland, Ohio, besuchte das Gymnasium in Braunschweig und studierte Kunstgeschichte in München und Basel bei Heinrich Wölfflin. Er wurde 1902 in Basel promoviert. Ab 1903 arbeitete er im Kupferstichkabinett der Berliner Museen unter Max J. Friedländer, Ende Juni 1930 wurde er dessen Nachfolger als Direktor des Kupferstichkabinetts.
Elfried Bock trat 1932 aus gesundheitlichen Gründen in den Ruhestand und starb Anfang des folgenden Jahres im Alter von 57 Jahren in Berlin. Sein Grab auf dem Friedhof Heerstraße in Berlin-Westend ist nicht erhalten geblieben.
Bock war verheiratet mit Frieda, geb. Bärsack.

## Veröffentlichungen (Auswahl)
- Florentinische und venezianische Bilderrahmen aus der Zeit der Gotik und Renaissance. Bruckmann, München 1902 (Dissertation, Digitalisat).
- Adolph Menzel. Verzeichnis seines graphischen Werkes. Amsler & Ruthardt, Berlin 1923.
- Die deutsche Graphik. F. Hanfstaengl, München 1922.
- Die Zeichnungen in der Universitätsbibliothek Erlangen. Prestel-Verlag, Frankfurt a. M. 1929.
- mit Jakob Rosenberg: Die niederländischen Meister. Staatliche Museen zu Berlin, Beschreibendes Verzeichnis sämtlicher Zeichnungen. J. Bard, Berlin 1930.
- Geschichte der graphischen Kunst von ihren Anfängen bis zur Gegenwart. Propyläen-Verlag, Berlin 1930.